# Speedball 2: Brutal Deluxe
Speedball 2: Brutal Deluxe is een computerspel dat werd ontwikkeld door The Bitmap Brothers en uitgegeven door Image Works. Het spel kwam in 1990 uit voor de Commodore Amiga en de Atari ST. Later volgde ook andere platforms. Het spel is het vervolg op Speedball dat in 1988 uitkwam. Het spel speelt zich af in de toekomst. Met het sportspel kan de speler Speedball spelen. Speedball wordt gespeeld in een Arena op een klein veld met vijf spelers per team. Het doel hierbij is de bal in het doel van de tegenstander te werken. Hierbij is alles toegestaan waardoor het een zeer gewelddadige sport is. Het spel wordt met bovenaanzicht getoond.

## Platforms
| Jaar | Platform                                     |
| ---- | -------------------------------------------- |
| 1990 | Amiga, Atari ST                              |
| 1991 | Commodore 64, DOS, Game Boy, Sega Mega Drive |
| 1992 | SEGA Master System                           |
| 1994 | Acorn 32-bit                                 |
| 1995 | Amiga CD32                                   |
| 2001 | Game Boy Advance                             |
| 2002 | Windows Mobile                               |
| 2005 | J2ME                                         |
| 2007 | Xbox 360                                     |
| 2013 | BlackBerry                                   |

## Ontvangst
| Beoordeeld door                | Platform        | Datum           | Score |
| ------------------------------ | --------------- | --------------- | ----- |
| Zzap!                          | Amiga           | maart 1991      | 96%   |
| Computer and Video Games (CVG) | Atari ST        | januari 1991    | 95%   |
| ST Format                      | Atari ST        | januari 1994    | 94%   |
| ASM (Aktueller Software Markt) | Sega Mega Drive | januari 1992    | 83%   |
| Power Play                     | Amiga           | 1991            | 74%   |
| Games Radar                    | Xbox 360        | 24 oktober 2007 | 70%   |
| Gamernode                      | Xbox 360        | 4 oktober 2007  | 60%   |
| IGN                            | Xbox 360        | 26 oktober 2007 | 58%   |
| MS Xbox World                  | Xbox 360        | 2007            | 55%   |
| Video Game Talk                | Xbox 360        | 9 november 2007 | 30%   |

## Trivia
- Het spel is opgenomen in het boek 1001 Video Games You Must Play Before You Die van Tony Mott.